# 赫尔维蒂娅

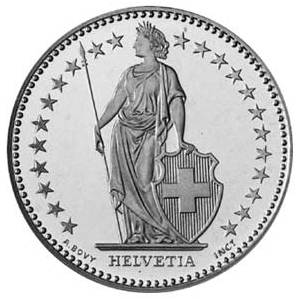
瑞士2法郎硬币上的赫尔维蒂娅女神形象

赫尔维蒂娅（拉丁語：Helvetia）是瑞士联邦的象征。这一名称和瑞士的官方名称“赫尔维蒂亚邦联”都源于罗马帝国征服瑞士高原之前当地的居民赫尔维蒂人。
赫尔维蒂娅通常为头戴桂冠，身着长袍，手持绘有瑞士国旗图案的盾牌女神形象。
瑞士邮票的国名标记便是“HELVETIA”，而不是“瑞士”（德語：Schweiz）。